# Верхній Майдан
Ве́рхній Майда́н (до 7 червня 1946 — Майдан Горішній) — село в Україні, у Надвірнянській міській громаді, Надвірнянського району, Івано-Франківської області. Населення становить 1660 особи.

## Розташування
Село Верхній Майдан знаходиться на південному сході від м. Надвірна. Відстань до районного центру — 7 км, а до обласного — 38 км.
Найближча залізнична магістраль — Львів-Рахів, віддаль до якої становить 6 км.
У селі бере початок річка Велесничка і проходить автомобільна дорога С090905 Надвірна - Парище.

## Герб
У зеленому щиті два протиставлені щитки, поверх всього щиток: у золотому полі чорний хрест. У правому щитку в золотому полі чорна балка, просічена лазуровим і супроводжувана зверху і знизу двома вузькими чорними смугами. Лівий щиток перетятий червоним і чорним, поверх всього червоне гроно горобини з зеленим листом. У золотій вирізаній главі зелений пагорб, що випромінює лазурові промені.

## Історична довідка
Датою заснування села вважають 1240 рік. Первісна назва села — Майдан Горішній (часто Горішній Майдан), у радянські часи галицьке слово «горішній» замінили більш зрозумілим словом «верхній» — 7 червня 1946 року указом Президії Верховної Ради УРСР село Майдан Горішній Ланчинського району перейменовано на село Верхній Майдан і Майдан-Горішнянську сільську раду — на Верхньомайданська.
Рішенням сесії від 20.12.2002р затверджено Герб села Верхній Майдан, автор — Ярослав Михайлович Лозинський, лауреат премії імені Надії Попович.
Перша письмова згадка про с. Верхній Майдан відноситься до 1717 року. Проте за деякими даними село виникло значно раніше. У 2001 році йому виповнилося 380 років. Заснування Верхнього Майдану припадає на літо 1621 року, коли в черговий раз на Україну напали татари.
Під час визвольної війни 1648—1654 років багато жителів Майдану приєдналися до загону Семена Височана — « Хмельницького галицької землі».
У 1781 році в селі проживала 241 особа, а в 1857 році кількість жителів зросла до 783 чоловік.
На початку ХХ ст. населення становило 1237 чоловік. Про село писалося: «У Горішньому Майдані є Гута, де випускають листове скло». Станом на 1870 рік гута належала Корнелію Вишневському і працювало у ній 14 робітників. У Майдані ріжуть на трачці ялини, дуби — на бруси, на дошки. У Майдані складають смерекові метраки у шайтури, обсипають глиною, підпалюють і виходить деревне вугілля і везуть все це на колію, а далі — в Австрію".
В 1905 році саме на Великдень в селі згоріла церква св. Миколая, збудована в 1877 році.

## Населення

### Мова
Розподіл населення за рідною мовою за даними перепису 2001 року:
| Мова            | Кількість | Відсоток |
| --------------- | --------- | -------- |
| українська      | 1497      | 99.53%   |
| російська       | 5         | 0.34%    |
| інші/не вказали | 2         | 0.13%    |
| Усього          | 1504      | 100%     |

## Пам'ятки історії та архітектури, культові споруди
В селі зафіксовані 4 пам'ятки археології. Серед пам'яток історії та архітектури слід згадати церкву та дзвіницю св. Миколая Чудотворця (1906р), братську могилу вояків УПА (поховано 70 українських повстанців із сотні «Чайки» та 5 із сотні «Іскри»), могилу поета-самоука та громадського діяча Юрія Дутки, пам'ятник воїнам, які загинули в роки Другої світової війни.
В центрі Верхнього Майдану височіє споруда нової церкви, яка є окрасою села.

## Відомі люди

### Померли
- Триняк Петро Лук’янович — командир сотні УПА куреня «Сивуля».

## Про село

### Школа
Верхньомайданська Гімназія, збудована в 1932 році, добудована 1964 року, учнів — 241, вчителів — 26.

### Будинок культури
Розпочато будівництво в 1987 році. У наш час[коли?] будівництво не завершено(фото[недоступне посилання]).

### Фельдшерсько-акушерський пункт
Має два кабінети. 1 фельдшер, 1 молодша медсестра. Транспортом не забезпечений.

### Торговельні заклади
Магазин «Повсякденний попит» — підприємець Є. Ф. Вовчук.
Магазин з кафетерійним відділом «Горянка» — підприємець М. Д. Гугляк.
Магазин «Руслан» — підприємець З .Д. Гавкалюк.

### Спортивні заклади
Спортзал та спортивний майданчик, розташований на території школи, футбольне поле.

### Поштове відділення
Завідувач відділення М. Д. Андрейчук.

### Церкви
На території села зареєстровані дві церкви: УГКЦ «Святих Володимира та Ольги» та УГКЦ «Святого Миколая», отець Михайло Федорів.

### Сільське господарство
Загальна площа ради — 1769 , 6 га:
- сільськогосподарські землі- 873,6 га
- рілля — 659,5 га
- пасовища — 64,2 га
- ліси — 811,7 га 
Фермерські господарства — немає. 
Кількість дворів — 460.

### Населення
- загальна чисельність — 1560 осіб
- пенсіонерів — 310
- багатодітних сімей — 19
- інвалідів — 32
- дітей- сиріт — 1
- ліквідаторів аварії ЧАЕС — немає
- афганців — Василь Ількович Демчук.
- вдови воїнів-афганців: Галина Михайлівна Андрейчук, Світлана Дмитрівна Гайдаш. Марія Михайлівна Ковалюк — учасник бойових дій в Афганістані.
- учасників війни — немає
- вояків ОУН — УПА — немає